# Synothele parifusca
Espèce
Synonymes
- Encyocrypta parifusca Main, 1954

Synothele parifusca est une espèce d'araignées mygalomorphes de la famille des Barychelidae.

## Distribution
Cette espèce est endémique du Goldfields-Esperance en Australie-Occidentale. Elle se rencontre dans l'archipel de la Recherche.

## Publication originale
- Main, 1954 : Spiders and Opiliones. The Archipelago of the Recherche. Australian Geographical Society reports, vol. 1, p. 37-53.